# Schistogyne sylvestris
Schistogyne sylvestris là một loài thực vật có hoa trong họ La bố ma. Loài này được Hook. & Arn. miêu tả khoa học đầu tiên năm 1835.

## Hình ảnh

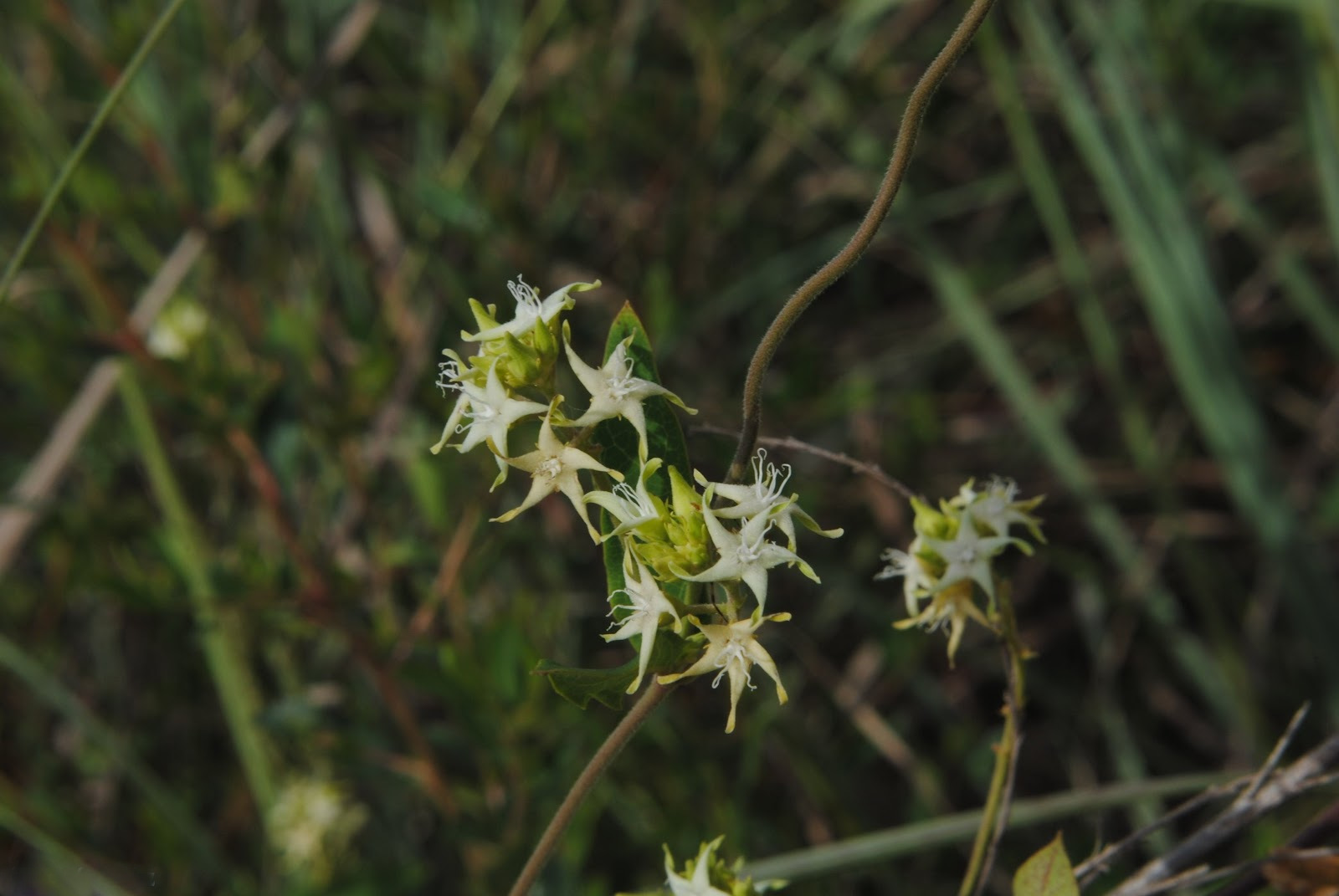
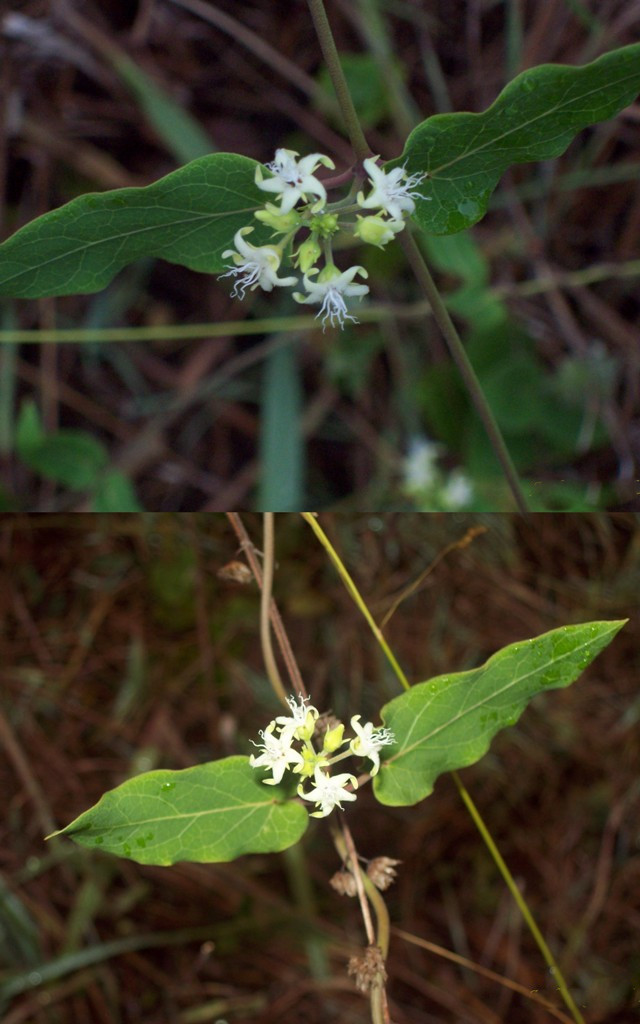